# Et rigtigt menneske
Et rigtigt menneske er en dansk dogmefilm fra 2001, skrevet og instrueret af Åke Sandgren.

## Medvirkende
- Nikolaj Lie Kaas
- Peter Mygind
- Susan Olsen
- Troels II Munk
- Oliver Zahle
- Søren Hauch-Fausbøll
- Klaus Bondam
- Clara Nepper Winther
- Peter Belli
- Michael Moritzen
- Anne Oppenhagen Pagh
- Henning Palner
- Marianne Moritzen
- Peter Gilsfort
- Lone Lindorff
- Søren Sætter-Lassen
- Charlotte Munksgaard
- Line Kruse
- Hans Henrik Voetmann
- Jesper Asholt
- Henrik Larsen
- Julie Wieth

## Eksterne links
- Et rigtigt menneske på Internet Movie Database (engelsk)
- Et rigtigt menneske på Filmdatabasen
- Et rigtigt menneske på danskefilm.dk
- Et rigtigt menneske på danskfilmogtv.dk
- Et rigtigt menneske på Scope
- Et rigtigt menneske i Svensk Filmdatabas (svensk)
- Et rigtigt menneske på AlloCiné (fransk)
- Et rigtigt menneske på MovieMeter (nederlandsk)
- Et rigtigt menneske på Turner Classic Movies (engelsk)
- Et rigtigt menneske på The Movie Database (engelsk)